# أوبل كومبو
أوبل كومبو (بالإنجليزية: Opel Combo)‏ هي سيارة ترفيه من صناعة أوبل.
ظهرت السيارة للمرة الأولى في سنة 1993، وتم إنتاج الجيل الثاني في سنة 2001، في حين ظهر الجيل الثالث من ديسمبر 2011 إلى 2017.